# Aleviți
Alevismul (în limba turcă Alevilik)  este o mișcare religioasă din cadrul islamului apărută în Anatolia ai cărui aderenți urmează învățăturile misticie ale dervișului Haji Bektash Veli (1209-1271). Aceștia constituie un sistem religios care încorporează aspecte atât din islamul sunnit cât și din cel șiit, în special atașamentul față de imamul Ali.
Aleviții, ca și alawiții, sunt o grupare religioasă islamică. Deși cele două poartă denumiri asemănătoare, ele sunt două grupări religioase distincte, chiar dacă există și unele puncte comune între ele.

## Aleviții din Turcia
Se estimează că există între 5 și 12 milioane de aleviți care trăiesc în Turcia. Guvernul turc consideră aleviții ca fiind o grupare heterodoxă; totuși unii turci aleviți și radicali sunniți consideră că aleviții nu sunt musulmani. Practicile alevite includ elemente sufite. Întrucât alevismul este și o identitate etno-religioasă, trebuie să te fii născut dintr-o mamă sau un tată alevi pentru a fi considerat alevi.
Mulți aleviți au suferit discriminări din partea guvernului turc datorită eșecului acestuia de a încadra doctrina religioasă alevită într-una din școlile juridice islamice. Aleviții au acuzat, de asemenea, faptul că ei au fost considerați mai degrabă un grup cultural decât unul religios. Într-o vizită efectuată în Germania în anul 2003, primul ministru turc Erdogan a declarat că „aleviții nu sunt un grup religios", iar lăcășurile alevite (Cem) sunt mai degrabă case de cultură decât lăcașuri de cult.
1. ↑  „Calışma Programı” (în germană). AABF Geistlichenrat. Accesat în 15 iulie 2025.